# Lord Havok
Lord Havok é personagem da série Supervilões pertencente à DC comics.

## Histórico
Lord Havok é baseado no Doutor Destino (Doctor Doom), afinal ele também é um gênio equipado com armadura robótica. É o líder dos Extremistas, um time de vilões pouco conhecidos que buscam destruição. Lord Havok é arrogante e prepotente, comandando com muita severidade. Aparece no episódio da Liga da Justiça sem limites “Sombra do Falcão”.
Em sua segunda encarnação, era apenas um robô controlado por Maxwell Lord, um empresário ganancioso que só pensa em dinheiro.
Possui inteligência avançada e habilidades sobre-humanas derivadas de sua armadura.